# Holy Motors
Holy Motors é um filme de drama francês de 2012 dirigido e escrito por Leos Carax. Protagonizado por Denis Lavant e Édith Scob, narra a história de Mr. Oscar, um homem que se transforma em diferentes figuras enquanto caminha com Céline em uma limousine.

## Elenco
- Denis Lavant - Mr. Oscar
- Édith Scob - Céline
- Eva Mendes - Kay M.
- Kylie Minogue - Eva / Jean
- Élise L'Homeau - Léa / Élise
- Jeanne Disson - Angèle
- Michel Piccoli
- Leos Carax